# Vit Aggression
Vit Aggression är en svensk vit makt-musikgrupp som startades 1986 av Göran Gustafsson och Peter Rindell (i dag Melander), två skinheads från Södertälje. Från början hette de Hooligans, men  bytte tidigt namn till Vit Aggression. Bandet var aktivt 1986-1993 då det lades ned, för att sedan återuppstå 1996.
År 1993 släppte de skivan Död åt ZOG, där "ZOG" står för "sionistiska ockupationsregeringen". Albumet räknas som en av de första svenska vit makt-skivorna. Bandet blev uppmärksammat då det figurerade i programmet Striptease där delar av bandet intervjuades av Janne Josefsson under en hakkorsfana. Det omskrevs också i media när polisen i januari 1998 slog till mot Brottbykonserten och grep 250 personer under bandets spelning. År 2020 släppte de en skiva som hette Mörker.  
Gustafsson och Rindell var, med flera även redaktörer för ett antal fanzines, bland andra Vit Rebell som fälldes för hets mot folkgrupp då den uppmanade till kamp mot judar och invandrare. Bandet, och i synnerhet grundarna, stod Vitt Ariskt Motstånd (VAM) nära.
Låten "Död åt ZOG" blev tjugo år efter albumets första utgivning föremål för förundersökning om hets mot folkgrupp efter att den hållits tillgänglig för uppspelning genom skivbolaget Midgårds webbplats. Justitiekanslern angav att låten ”innehåller vissa uttryck som får anses innefatta ett förhärligande av vapenvåld”, men att den inte syftade till att förmå dem som tar del av texten att vidta någon konkret åtgärd, varför det inte var fråga om uppvigling.

## Diskografi

### Död åt ZOG
1. Död åt ZOG
2. Var hälsad
3. Parasiter
4. Ett enat folk
5. I bergakungens sal
6. Martian Zombies
7. Fosterlandsvakt
8. Vit & aggressiv
9. Krigarens Återkomst
10. I hjältars sal
11. Under blågul fana
12. I vilddjures skugga

### Mörker
1. Mörker
2. Werwolf
3. På Vikingtåg
4. Lightbearers
5. Rider of Nightmares
6. Oskorei
7. Revenge
8. Svart Sol
9. På Vikingtåg, pt II